# 杜安斯堡 (紐約州)
杜安斯堡（英語：Duanesburg）是一個位於美國紐約州斯克內克塔迪縣的鎮。

## 人口
根據2020年美國人口普查的數據，杜安斯堡的面積為186.56平方千米，當中陸地面積為183.33平方千米，而水域面積為3.23平方千米。當地共有人口5863人，而人口密度為每平方千米31人。